# Marie Bagration
Marie Bagration est une princesse géorgienne et byzantine de la fin du XIe siècle.
Marie est la fille du roi Bagrat IV de Géorgie et de sa seconde épouse, Boléna d'Ossétie. Au moment du mariage de sa sœur aînée Marthe avec le Basileus de l'Empire romain d'Orient Michel VII Doukas, Marie est offerte en mariage au prince grec et vassal de Byzance Théodore Gabras, le gouverneur du stratège de Chaldée vers 1091. Quand son époux se déclare indépendant en 1095, Marie prend le titre de « princesse souveraine de Trébizonde ». Théodore Gavras meurt en martyr lors de la bataille de Bayburt en 1098 ; on ne sait pas ce qu'il advient de Marie par la suite.